# Плоский Потік
Плоский Поті́к (угор. Potaktanya)— село в Україні, у Закарпатській області, Мукачівському районі. Входить до складу Полянської сільської громади.

## Історія
Перша згадка 7 квітня 1607 року коли кенез Ференц Магочі дає Андрію Даниловичу грамоту на право заснування села.
Перший раз у статистиці воно фіксується в 1856 році як Потік, у якому проживало 30 жителів. Поселення, яке з'явилося на місці лісозаготівлі. Будучи частиною Мукачівського кріпацького володіння у 1600 році, називалось Корнянським Потоком, і був у ньому один будинок.
Потім село почало відроджуватись — у 1839 році тут проживало 90 душ на 15-ти ділянках. Проте, у 1921 році у Плоске-Потоці (називали також Файним Потоком) у 20-ти будинках проживало 130 жителів, і з них 107 були неграмотними.
У грудні 1948 року створено колгосп ім.70- річчя Сталіна. У вересні 1950 року він об'єднався з колгоспом ім. Ворошилова у с. Павлово та колгоспом ім. Матросова у с. Оленьово. У 1959 році його назву перейменували на «Радянську Верховину», а 1963 року на «Весну».

## Туристичні місця
- мінеральні води
- місця масового цвітіння першоцвітів

## Населення
Згідно з переписом УРСР 1989 року чисельність наявного населення села становила 249 осіб, з яких 131 чоловік та 118 жінок.
За переписом населення України 2001 року в селі мешкало 269 осіб. 100 % населення вказало своєю рідною мовою українську мову.